# Liste des résolutions du Conseil de sécurité des Nations unies adoptées en 1962
Les résolutions du Conseil de sécurité des Nations unies sont les décisions qui sont votées par le Conseil de sécurité des Nations unies.
Une telle résolution est acceptée si au moins neuf des quinze membres (depuis le 17 décembre 1963, 11 membres avant cette date) votent en sa faveur et si aucun des membres permanents qui sont la Chine, les États-Unis, la France, le Royaume-Uni et l'Union soviétique (la Russie depuis 1991) n'émet de vote contre (qui est désigné couramment comme un veto).

## Résolutions 171 à 177
- Résolution 171 : la question de la Palestine (adoptée le 9 avril 1962 lors de la 1006e séance).
- Résolution 172 : admission de nouveaux membres : République du Rwanda (adoptée le 26 juillet 1962 lors de la 1017e séance).
- Résolution 173 : admission de nouveaux membres : Burundi (adoptée le 26 juillet 1962 lors de la 1017e séance).
- Résolution 174 : admission de nouveaux membres : Jamaïque (adoptée le 12 septembre 1962) lors de la 1018e séance).
- Résolution 175 : admission de nouveaux membres : Trinité-et-Tobago (adoptée le 12 septembre 1962 lors de la 1018e séance).
- Résolution 176 : admission de nouveaux membres : Algérie (adoptée le 4 octobre 1962 lors de la 1020e séance).
- Résolution 177 : admission de nouveaux membres : Ouganda (adoptée le 15 octobre 1962 lors de la 1021e séance).